# Haliophis aethiopus
Haliophis aethiopus är en fiskart som beskrevs av Winterbottom, 1985. Haliophis aethiopus ingår i släktet Haliophis och familjen Pseudochromidae. Inga underarter finns listade i Catalogue of Life.